# Cartosio
Cartosio – miejscowość i gmina we Włoszech, w regionie Piemont, w prowincji Alessandria.
Według danych na styczeń 2010 gminę zamieszkiwało 819 osób przy gęstości zaludnienia 49,1 os./1 km².